# Rupert Pole
Rupert Pole fue el segundo esposo de Anaïs Nin; también fue su agente literario, quien se encargó de supervisar la publicación póstuma de cuatro diarios inexpurgados de Nin. Tuvo como medio hermano a Eric Lloyd Wright, quien a su vez es nieto del famoso arquitecto Frank Lloyd Wright

## Biografía
Rupert Pole nació en Los Ángeles el 18 de febrero de en 1919. Su padre Reginald, fue un reconocido actor shakespearano. Su madre fue Ellen Taggart, también actriz. Los padres de Rupert se divorciaron cuando él era un niño, y su madre se volvió a casar, esta vez con uno de los hijos de Frank Lloyd Wright. Rupert estudió Actuación, y posteriormente trabajó como guardabosques y después como profesor de ciencias en una escuela preparatoria. Su primer matrimonio, con Jane Lloyd-Jones, terminó en divorcio. En segundas nupcias, estuvo casado con Anaïs Nin entre 1955 y 1966, aunque fueron compañeros y amantes durante tres décadas, desde 1947, cuando se conocieron en un elevador en Nueva York, hasta la muerte de Nin por cáncer, en 1977. Durante todo ese tiempo, Nin permaneció casada con su primer y único marido legal, Hugo Guiler, de quien nunca se divorció, por lo que dividía su tiempo viviendo alternadamente con Pole en California y con Guiler en Nueva York. Cuando se conocieron, Rupert tenía 28 años y Nin 44; Pole supuso que Nin estaba divorciada, y ella le permitió creer eso.
Pole, a pesar de ser guapo y tener un grado en música por la Universidad de Harvard, era bastante tímido e inseguro de sí mismo. Tuvo algunos trabajos menores como actor en Broadway, pero después de conocer a Nin optó por regresar a California e inscribirse en la carrera de ciencias forestales en la Universidad de San Francisco. De allí se mudó a las Montañas de San Gabriel a trabajar como guarda forestal, adonde también le acompañó la escritora. En 1962 se mudó a una casa en Silver Lake construida por su hermanastro Eric Lloyd Wright, marcada por el estilo de esa familia de arquitectos y en cuyo jardín japonés Anaïs Nin solía hacer arte con arena.
Fue profesor de ciencias en la escuela preparatoria Thomas Starr King en Los Ángeles, hasta su jubilación.
Pole y Guiler se encontraron finalmente pocos años después de la muerte de la escritora y mantuvieron una relación amistosa hasta que el segundo falleció en 1985, según Eric Lloyd Wright. A raíz de la muerte de Hugo Guiler, cuyo nombre y cualquier referencia a él habían sido suprimidas de las versiones hasta entonces publicadas de los Diarios de Anaïs Nin, Rupert Pole se encargó de la publicación de una nueva versión revisada, sin censuras, de los diarios, que fueron llamadas en español Diarios amorosos.
Pole falleció en su casa en Los Ángeles, California, el 15 de julio el 2006, a la edad de 87 años.